# Nublado
«Nublado» es una canción del cantante y rapero argentino Paulo Londra. Fue publicada el 29 de junio de 2022 a través de Warner Music Latina, como el tercer sencillo de su segundo álbum de estudio Back to the Game (2022). Fue coescrita y producida por Federico Vindver. El 21 de noviembre, Londra lanzó una versión remezclada de la canción, donde incluyó al baterista estadounidense Travis Barker de la banda Blink-182. La temática del videoclip gira en torno a un programa de talentos de la escuela secundaria.

## Antecedentes y lanzamiento
El 27 de junio del 2022, Londra junto a Spotify, anunció, mediante una publicación de Instagram, el lanzamiento de su cuarta canción «Nublado», la cual sería estrenada el 29 de junio. Al día siguiente, Paulo lanzó el teaser del video musical, develando que la temática del mismo estaría ambientado en un show de talentos del colegio secundario. El adelanto consiguió superar el millón de visitas en sus primeras 24 horas, colocándose en los primeros puestos de tendencias de los vídeos más vistos en diferentes países.

## Recepción

### Comentarios crítica
Ofer Laszewicki del medio digital Al Día escribió que Londra «pretende demostrar su polivalencia musical, con una apuesta por el poprock de evidente influencia norteamericana» y destacó que «su voz, cargada de energía, sobresale por encima de la base instrumental», como así también que la canción «recuerda a los sonidos de Blink-182, Sum 41 o Green Day», al igual que las líneas vocales y el concepto del vídeo. Por su parte, Juan Manuel Vallecillo del sitio web Extra Jaén describió a la canción como un trabajo «fresco, pegadizo y con formidables arreglos»; y que además «es una canción que da fuerza y energía». El sencillo también fue considerado como el seguimiento de la línea estética de «Plan A», el sencillo que marcó el regreso de Londra a la música.

### Desempeño comercial
El sencillo debutó en el puesto 23 de la lista Billboard Argentina Hot 100, siendo este el debut más alto de una canción de esa semana.

## Video musical
El videoclip fue dirigido por Agustín Portela y filmado en Buenos Aires, donde se lo ve a Londra vestido como un alumno de un colegio privado que asiste a un show de talentos, en el cual pasan por el escenario distintos grupos a demostrar sus habilidades y luego le llega su turno mostrándose en principio nervioso, hasta que llega su banda y comienza a cantar con más seguridad, provocando que se levante el ánimo del público y el jurado. El vídeo, en su primeras 24 horas, logró superar la marca de 2 millones de visualizaciones en YouTube, lo cual llevó a que se posicione en las tendencias de la plataforma.
La temática del vídeo musical generó una fuerte repercusión en las redes sociales, específicamente en Twitter, donde los usuarios mencionaron que la estética recordaba a la película High School Musical (2006), lo cual provocó que el videoclip sea objeto de diferentes memes y también se comparó el parecido del artista con el personaje ficticio Ron Weasley de la saga cinematográfica Harry Potter.

## Posicionamiento en las listas
| Listas (2022)                       | Mejor posición |
| ----------------------------------- | -------------- |
| Argentina (Monitor Latino)          | 14             |
| Argentina Hot 100 (Billboard)       | 23             |
| Argentina Latino (Monitor Latino)   | 12             |
| Argentina Nacional (Monitor Latino) | 4              |
| Ecuador (Top 100 Ecuador)           | 29             |
| Honduras Pop (Monitor Latino)       | 10             |
| Nicaragua Pop (Monitor Latino)      | 15             |
| Paraguay Pop (Monitor Latino)       | 8              |

| Listas (2022)  | Mejor posición |
| -------------- | -------------- |
| Paraguay (SGP) | 74             |

## Créditos y personal
Adaptados desde Genius.

### Producción
- Paulo Londra: voz y composición
- Federico Vindver: composición, productor, bajo, guitarra y batería
- Kiel Feher: batería
- Andrew Synowiec: guitarra

### Técnico
- Federico Vindver: programación e ingeniero de grabación
- Nicholas Acosta: asistente de maestro de grabación
- Ignacio Portales: asistente de ingeniero de grabación

## Historial de lanzamientos
| Región | Fecha               | Formato(s)                 | Discográfica        | Ref.   |
| ------ | ------------------- | -------------------------- | ------------------- | ------ |
| Varios | 23 de marzo de 2022 | Descarga digital streaming | Warner Music Latina | [ 32 ] |